# Трудный ребёнок 2
«Трудный ребёнок 2» (англ. Problem Child 2) — комедийный художественный фильм, продолжение фильма «Трудный ребёнок».

## Сюжет
Джуниор Хили — трудный ребёнок, отличающийся плохим поведением, но приёмный отец терпит его причуды и старается исправить его любой ценой. Джуниор опять квитается с теми, кто плохо относится к нему и отстаивает их с отцом дружную семью.
Ситуация в семье изменилась с момента первой части фильма. Папа Бен Хили развелся со своей женой и переехал вместе с сыном в Мортвилль, где живёт много разведённых женщин. Бен сразу же становится объектом пристального внимания и ухаживания дам; правда, Джуниор мешает этим женщинам достичь своей цели, он ревнует отца к его новым знакомым. В новом городе Джуниор поступает в школу, новым директором которой оказывается тот самый Пибоди, который некогда «пристроил» Джуниора в семью Хили. Джуниор воздаёт по заслугам унижающим его соседям и одноклассникам. Наказан Джуниором и отец Бена, Большой Бен, разорившийся со своим бизнесом спорттоваров, и скрывающийся в доме сына от кредиторов.
Бен и Джуниор обустраиваются в новом городе. В одном из ЧП, разразившихся при непосредственном участии сына, Бен оказывается в медпункте, где знакомится с медсестрой Энни Янг. Он испытывает симпатию к женщине, но Джуниор поначалу также принимает её в штыки. Также он конфликтует с её дочерью Трикси — «трудным ребёнком» № 2. Джуниор всячески пакостит ей, но девочка всякий раз даёт хулигану отпор — применяет боевые приёмы, обливает его из шланга и всячески задирает. Джуниор тоже не остаётся в долгу и во время прогулки в парке аттракционов сильно ускоряет движение карусели, в результате чего Трикси и остальных ребят тошнит прямо на аттракционе. Однажды на одном из школьных вечеров Трикси срывает праздничное представление, связав своих одноклассников, не взявших её в кукольный театр. Медсестра Энни, сгорая со стыда перед коллегами, отчитывает Трикси и, уводит, а точнее уносит в охапку свою дочь со школьного вечера. Увидевший это Джуниор, меняет отношение к Энни, проникаясь к ней большей симпатией. Бен же видит в Энни подругу по несчастью, ведь они оба родители трудных детей, воспитывающие их в одиночку.
В это же самое  время Хили-старший связывает себя возможными в перспективе семейными обязательствами с бизнес-вумэн Лавандой Дюмор, которая ненавидит Хили-младшего и вообще всех детей на свете. Лаванде удаётся на время расположить к себе Бена и даже настроить Бена против Джуниора. Особенно рад появлению Лаванды в их доме Большой Бен, надеющийся, что потенциальная невестка с состоянием в 50 миллионов долларов поправит его финансовое положение. Лаванда грозит Джуниору, что после свадьбы «сдаст его в интернат в Ираке»; Бен же считает, что Джуниор оговаривает Лаванду из ревности к потенциальной мачехе. Лаванде же всякий раз удаётся повернуть ситуацию в свою пользу, и в глазах Бена она всегда выглядит мудрой и понимающей женщиной с "сильными моральными устоями". Хотя от чувств к Энни Бен тоже не может избавиться и думает кому бы отдать предпочтение — ведь речь не только о будущей жене, но и о матери для Джуниора. Джуниор всячески мешает Лаванде выйти замуж за своего отца: на званом обеде, устроенном Лавандой в честь помолвки, Джуниор подбрасывает тараканов в кушанья; он подменяет анализы крови Лаванды на кровь собаки, больной бешенством, упрятав Лаванду на несколько дней в больницу. В больнице Джуниор меняет медицинскую карту Лаванды на медкарту другого пациента; в итоге Лаванде делают пластическую операцию вместо человека, захотевшего иметь самый длинный нос в мире. Она в панике.
За несколько дней до свадьбы Джуниор и Бен идут поужинать в пиццерию, где случайно встречаются с Энни и Трикси. Джуниор окончательно убеждается в необходимости поженить отца и Энни. На этом же вечере присутствует и мистер Пибоди с любовницей. Увидев двух ненавистных воспитанников, и получив запущенные в него и его спутницу помидоры, Пибоди начинает их публично оскорблять и запускает яйцом в Бена. Тот не остаëтся в долгу и начинается «драка едой». Приключение окончательно примиряет Джуниора и Трикси, и они становятся друзьями. Поскольку Джуниор симпатизирует Энни, а Трикси лояльно настроена к Бену.
В ночь перед свадьбой Джуниор сговаривается с Трикси сходить к местной городской достопримечательности «Камню любви», который исполняет все желания в сердечных делах. Утром, не найдя Джуниора и Трикси в кроватях, Бен и Энни отправляются на поиски детей. Дети рады, увидев, родителей вдвоём, но расстраиваются, когда Бен всё же отправляется на свою свадьбу.
Предвкушая появление Лаванды с самым длинным носом, Джуниор надеется, что свадьба сорвётся. Но за счёт срочной дорогостоящей операции Лаванда успевает вернуть свою внешность в назначенный для свадьбы срок.  Джуниор в отчаянии, ведь бракосочетание вот-вот состоится. Но ситуацию спасает приехавшая на тракторе Трикси, и привезшая на нём тот самый «Камень любви». Разъяренная Лаванда выпаливает: «Ненавижу детей! Если б у меня была власть, я бы этих детей стёрла с лица земли». Бен видит истинное лицо своей невесты и окончательно разочаровывается в ней. Трикси спускает камень на красную дорожку, после чего камень прибивает Лаванду к Земле. Появившаяся Энни просит прощения за выходку дочери, но Бен говорит, что этой свадьбе суждено было не состояться и просит Энни выйти за него замуж. Дети торжествуют, а Большой Бен негодует, требуя чтобы сын женился на «золотой жиле, стоящей миллионы». В ответ Бен предложил отцу самому жениться на Лаванде, и тот понял, что это прекрасная идея. Оказав помощь Лаванде, прибитой к земле камнем, Большой Бен признаётся ей в любви. Лаванда проникается словами мужчины и страстно его целует. Джуниор и Трикси морщатся, при виде этого зрелища и устраивают ещё одну пакость, запустив динамит в свадебный торт. Этот торт падает на целующихся Лаванду и Бена-старшего, рядом с которыми собака Большого Бена тут же наваливает огромную кучу. А Бен-младший, Энни, Джуниор и Трикси уходят и прогуливаются большой семьёй по городской аллее.

## В ролях
| Актёр            | Роль                |
| ---------------- | ------------------- |
| Майкл Оливер     | Джуниор Хили        |
| Джон Риттер      | Бен Хили            |
| Ивианн Шван      | Трикси Янг          |
| Джек Уорден      | Большой Бен Хили    |
| Ларейн Ньюман    | Лаванда Дюмор       |
| Шарлин Тилтон    | Дебби Клаукински    |
| Эми Ясбек        | Энни Янг            |
| Гилберт Готтфрид | Мистер Пибоди       |
| Джеймс Толкан    | Учитель мистер Торн |
| Эрик Эдвардс     | Мерф                |

Актёры вновь собрались вместе спустя 22 года, чтобы поделиться впечатлениями о съёмках и принять участие в фотосессии.

## Отзывы
Фильм оказался не таким успешным, как первый, заработав в два раза меньше в американском прокате. На сайте Rotten Tomatoes у фильма 8 % положительных рецензий на основе 26 рецензий со средней оценкой 3,30 из 10. Зрители, опрошенные CinemaScore, поставили фильму оценку B+ по шкале от A до F.
Журнал Variety в своей рецензии написал: «Временами эта жалкая версия ситкома кажется написанной пятилетними детьми для пятилетних детей, причем так сильно, что возникает подозрение, что сценарий был нарисован пальцами».